# Vindolanda
Vindolanda foi um forte romano para forças auxiliares (castrum) que guardava a Stanegate, uma importante estrada romana que ia do rio Tyne até Solway Firth, estuário que fica na fronteira entre Inglaterra e Escócia. É conhecido, principalmente, pelas placas de Vindolanda, entre vários achados arqueológicos importantes, como cartas escritas em madeira vindas de várias partes do Império Romano.

## Primeiras menções
O primeiro registro pós-romano a mencionar as ruínas de Vindolanda foi feito pelo antiquário William Camden em sua obra Britannia (1586). Viajantes de passagem teriam visitado o forte nos próximos duzentos anos e seus registros foram muito úteis, pois foram anteriores ao roubo de pedras, que acabaram por danificar o sítio arqueológico. As termas ainda tinham um teto parcial quando Christopher Hunter visitou o local em 1702. Em 1715, um altar foi descoberto no local por John Warburton, que ele removeu. Por muito tempo o lugar não foi mexido ou visitado, até que em 1913 um trabalhador rural encontrou outro altar no forte, erigido por civis que viviam em Vindolanda, em honra a Vulcano (Hefesto na mitologia grega) e à casa divina do imperador. Muitos nomes foram usados para descrever o sítio ao longo do tempo, como Chesters on Caudley, Little Chesters e Chesterholm. O altar encontrado em 1914 confirmou o verdadeiro nome do forte, que vinha sendo motivo de discussão e disputa, como sendo "Vindolana".

## Guarnição
A guarnição alocada no forte era de infantaria ou cavalaria de tropas auxiliares, que não eram membros das legiões romanas. A partir do início do século III, esta foi a Quarta Coorte de Gauleses, ou Cohors quarta Gallorum equitata. Acredita-se que este título era apenas nominal, pois as tropas auxiliares costumavam ser recrutadas localmente. No entanto, uma inscrição encontrada em uma escavação recente sugere que gauleses nativos ainda faziam parte do regimento, destacando-se dos colegas bretões. A inscrição diz:

CIVES GALLI

DE GALLIAE

CONCORDES

QUE BRITANNI
Em uma tradução livre diz: "As tropas da Gália dedicam esta estátua à deusa Gallia com a concordância das tropas britânicas". Gallia, provavelmente é uma deusa romano-gaélica, relacionada com a ocupação romana da região, cuja única menção conhecida é nesta mensagem.

## Galeria

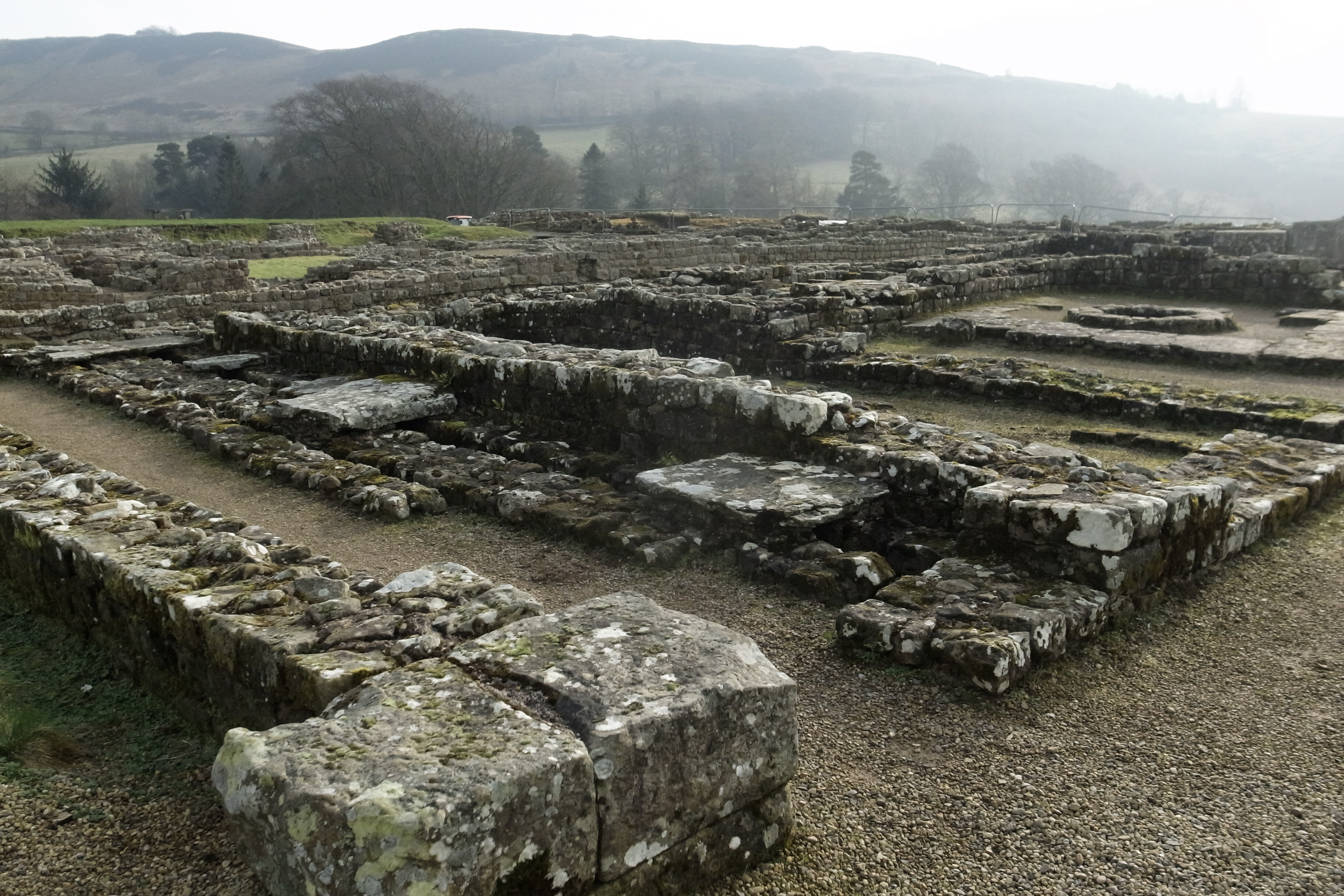
Prédio principal
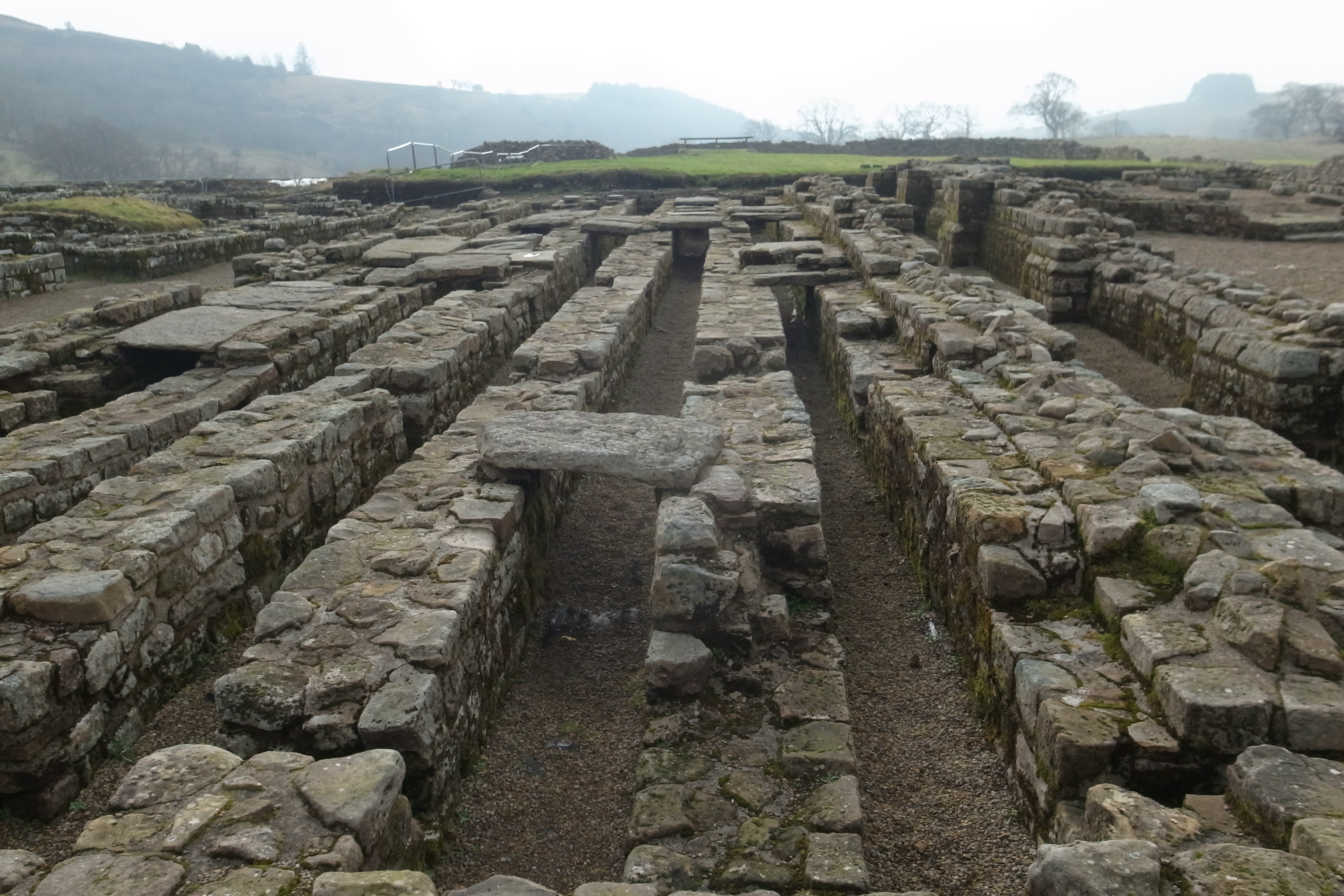
Celeiros e armazéns
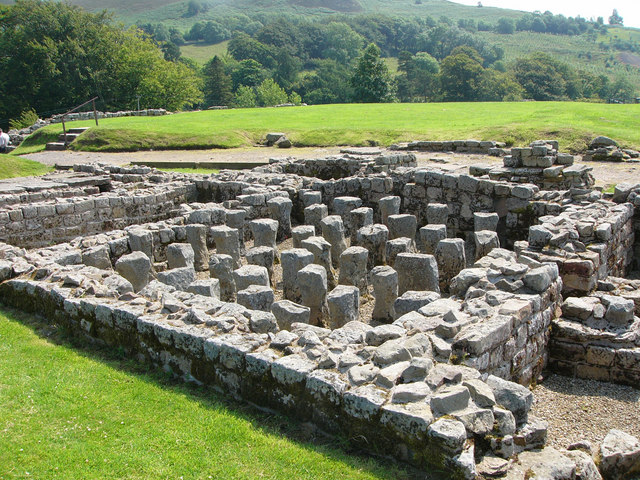
Termas no fundo e parte oriental da casa do comandante
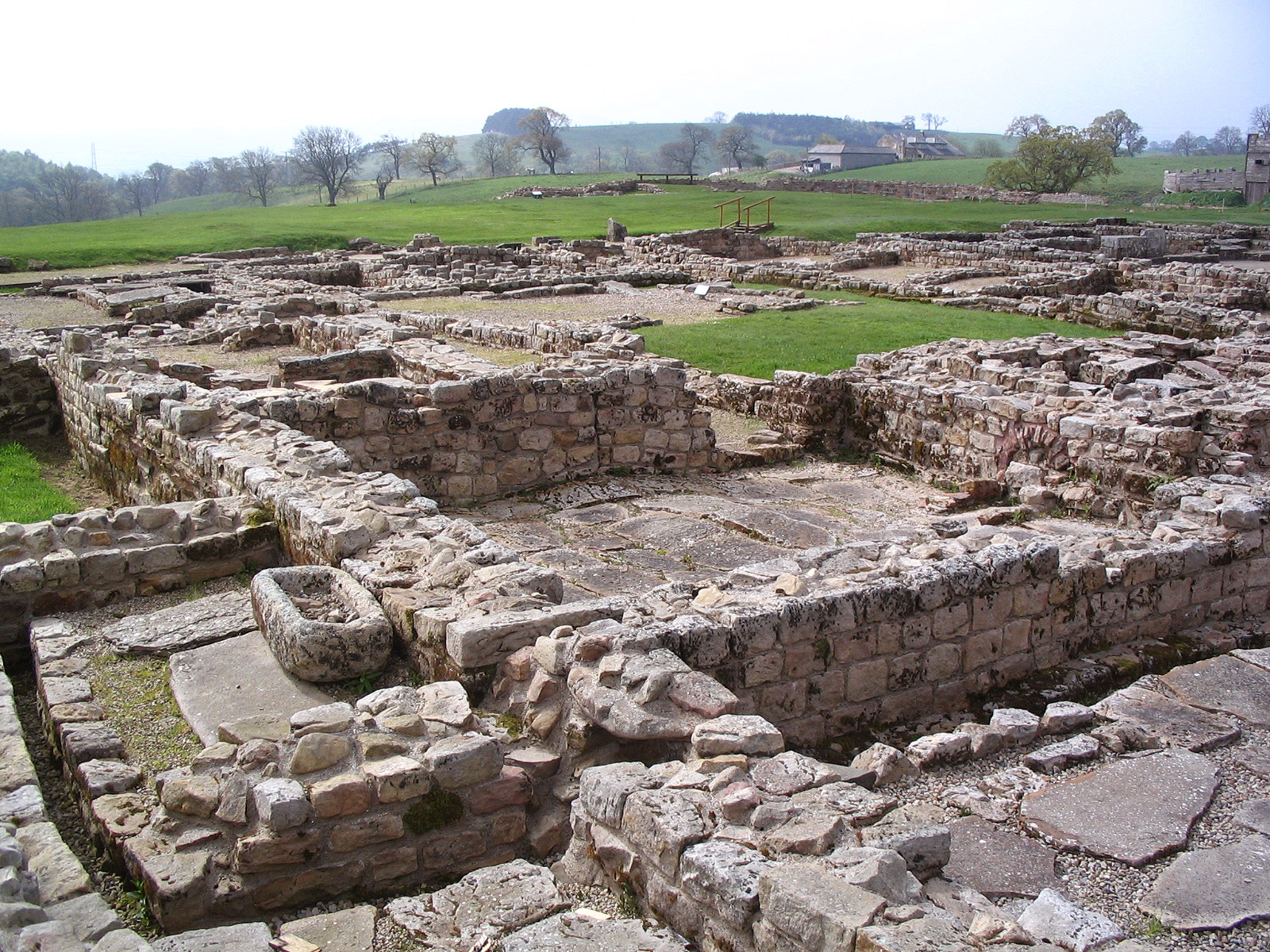
Forte de Vindolanda